# Mastersschwimmen
Das Mastersschwimmen ist der aktive Seniorensport im Schwimmsport. In Schwimmwettkämpfen werden sie für die Wertung jeweils in Altersklassen ab 20 Jahren (in 5 Jahres-Schritten) eingeteilt. In Deutschland zählt der Deutsche Schwimm-Verband ca. 25.000 aktive Mastersschwimmer in 1.188 Vereinen (Stand 2012). Unter ihnen sind auch einige ehemalige Leistungsschwimmer, wie zum Beispiel Christel Schulz.

## Wettkämpfe
Masters-Wettkämpfe gibt es in Deutschland als Kurz- und Langbahn-Wettkämpfe sowohl auf regionaler Ebene (z. B. Bezirks-, Landes-Mastersmeisterschaften) als auch auf nationaler Ebene (Deutsche Mastersmeisterschaften). International finden Europa- und Weltmeisterschaften der Masters statt. Die Master-Regelungen finden nur bei entsprechend gekennzeichneten Schwimmveranstaltungen Anwendung. Masters-Schwimmer sind weiterhin berechtigt bei Wettkämpfen mit einer offenen Wertung (ohne Beachtung des Alters) teilzunehmen.

## Besonderheiten
Hier werden die Regelungen in Deutschland dargestellt. Ähnliche Regelungen gibt es im deutschsprachigen Raum in Österreich (Österreichischer Schwimmverband) und der Schweiz (Schweizerischer Schwimmverband).
Für Masters-Wettkämpfe gibt es in den Wettkampfregeln ergänzende Abschnitte. In Deutschland werden vom Deutschen Schwimm-Verband (DSV) die "Wettkampfbestimmungen Schwimmen – Masters (MS)" (mit den §151 bis §160) angewendet.
Folgende Sonderregelungen gibt es abweichend zum Fachteil Schwimmen, der für alle Schwimmwettkämpfe des DSV gelten:
- Der Start darf sowohl vom Startblock als auch vom Beckenrand oder aus der Schwimmlage mit einer Hand am Beckenrand erfolgen (§156 Abschnitt 1 Nr. e)[2]
- Beim Schmetterling-Schwimmen darf der Brust-Beinschlag alternativ zum Delfin-Kick ausgeführt werden (§150 Abschnitt 1 Nr. h)[2]
- weitere Regelungen betreffen die Lauf-Zusammenstellung (§150)[2]

## Altersklassen
Für die Berechnung des Alters wird nur das Geburtsjahr des Sportlers herangezogen und mit dem Alter gesetzt, das in dem aktuellen Jahr am 31. Dezember (Stichtag) erreicht wird. Für jede Altersklasse werden eigene Altersklassenrekorde geführt.
Für die Einzelwettkämpfe gilt folgende Altersklasseneinteilung:
- AK 20 (20–24 Jahre) (diese Altersklasse gibt es bei internationalen Wettkämpfen nicht)
- AK 25 (25–29 Jahre)
- AK 30 (30–34 Jahre)
- AK 35 (35–39 Jahre)
- AK 40 (40–44 Jahre)
- AK 45 (45–49 Jahre)
- AK 50 (50–54 Jahre)
- AK 55 (55–59 Jahre)
- AK 60 (60–64 Jahre)
- AK 65 (65–69 Jahre)
- AK 70 (70–74 Jahre)
- AK 75 (75–79 Jahre)
- AK 80 (80–84 Jahre)
- AK 85 (85–89 Jahre)
- AK 90 (90–94 Jahre)
- AK 95 (95–99 Jahre)
- AK 100 (100 Jahre+ älter)

Für die Staffelwettkämpfe gilt folgende Altersklasseneinteilung (Summe aus dem Alter jedes Staffelteilnehmers):
- A (80–99 Jahre) (diese Altersklasse gibt es bei internationalen Wettkämpfen nicht)
- B (100–119 Jahre)
- C (120–159 Jahre)
- D (160–199 Jahre)
- E (200–239 Jahre)
- F (240–279 Jahre)
- G (280–319 Jahre)
- H (320–359 Jahre)
- I (360–399 Jahre)

## Statistiken
- Deutsche Meisterschaft der Masters (Kurze Strecken) in Gera (15. – 17. April 2016): 762 Teilnehmer (weiblich: 325, männlich: 437), 2.184 Einzelstarts, 300 Staffel-Starts.[3]
- Europameisterschaften der Masters in London (Vereinigtes Königreich) (25. – 29. Mai 2016): ca. 10.000 Teilnehmer, ca. 24.000 Starts.[4]
- Weltmeisterschaften der Masters in Riccione (Italien) (3. – 7. Juni 2012): ca. 9.700 Teilnehmer, über 30.000 Starts.[5]

## Gesundheitliche Aspekte
Aufgrund der körperlichen Beanspruchung und der abnehmenden körperlichen Leistungsfähigkeit kommt es bei Wettkämpfen im Mastersschwimmen selten zu Notarzt-Einsätzen. Um diesen Umständen vorzubeugen, muss in Deutschland jeder Teilnehmer an Schwimm-Wettkämpfen des Deutschen Schwimm-Verbandes ein ärztliches Attest zur Sportgesundheit besitzen, das jährlich erneuert werden muss. Diese Regelung gilt auch für Masters-Schwimmer.